# Natación en los Juegos Olímpicos de Londres 2012 – Relevo 4 x 100 metros estilo combinado femenino
El evento de relevo 4 x 100 metros estilo combinado femenino de natación olímpica en los Juegos Olímpicos de Londres 2012 tomó lugar entre 3 al 4 de agosto en el Centro Acuático de Londres.

## Récords
RM=Récord mundial
RO=Récord olímpico
RN=Récord nacional
Los siguientes récords se establecieron durante la competición:
| Fecha       | Evento | Nadadores                                                                                  | Nación               | Tiempo  | RO | RM |
| ----------- | ------ | ------------------------------------------------------------------------------------------ | -------------------- | ------- | -- | -- |
| 4 de agosto | Final  | Missy Franklin (58.50) Rebecca Soni (1:04.82) Dana Vollmer (55.48) Allison Schmitt (53.25) | Estados Unidos (USA) | 3:52.05 | RO | RM |

## Resultados

### Heats
| Rank | Heat | Línea | Nación                        | Nadadores | Tiempo  | Notas |
| ---- | ---- | ----- | ----------------------------- | --- | ------- | ----- |
| 1    | 2    | 5     | Australia (AUS)               | Emily Seebohm (58.57) Leisel Jones (1:05.96) Alicia Coutts (57.45) Brittany Elmslie (53.44)                                  | 3:55.42 | Q     |
| 2    | 2    | 3     | Japón (JPN)                   | Aya Terakawa (59.19) Satomi Suzuki (1:07.15) Yuka Kato (57.73) Haruka Ueda (53.80)                                           | 3:57.87 | Q     |
| 3    | 2    | 2     | Dinamarca (DEN)               | Mie Nielsen (1:00.27) Rikke Møller Pedersen (1:07.15) Jeanette Ottesen Gray (56.74) Pernille Blume (54.19)                   | 3:58.35 | Q     |
| 4    | 2    | 4     | Estados Unidos (USA)          | Rachel Bootsma (59.70) Breeja Larson (1:06.66) Claire Donahue (58.05) Jessica Hardy (54.47)                                  | 3:58.88 | Q     |
| 5    | 1    | 7     | Países Bajos (NED)            | Sharon van Rouwendaal (1:00.98) Moniek Nijhuis (1:06.98) Inge Dekker (57.43) Femke Heemskerk (53.80)                         | 3:59.19 | Q     |
| 6    | 2    | 6     | Reino Unido (GBR)             | Gemma Spofforth (1:00.02) Siobhan-Marie O'Connor (1:08.10) Jemma Lowe (57.56) Amy Smith (53.69)                              | 3:59.37 | Q     |
| 7    | 1    | 4     | República Popular China (CHN) | Gao Chang (1:00.41) Sun Ye (1:08.01) Jiao Liuyang (57.56) Tang Yi (53.40)                                                    | 3:59.38 | Q     |
| 8    | 1    | 5     | Rusia (RUS)                   | Maria Gromova (1:01.53) Yulia Yefímova (1:05.84) Irina Bespalova (58.33) Veronika Popova (53.87)                             | 3:59.57 | Q     |
| 9    | 1    | 3     | Alemania (GER)                | Jenny Mensing (1:01.02) Sarah Poewe (1:07.19) Alexandra Wenk (58.85) Britta Steffen (52.89)                                  | 3:59.95 |       |
| 10   | 2    | 7     | Suecia (SWE)                  | Sarah Sjöström (1:01.38) Jennie Johansson (1:06.94) Martina Granström (58.46) Michelle Coleman (53.98)                       | 4:00.76 |       |
| 11   | 1    | 2     | Italia (ITA)                  | Arianna Barbieri (1:00.80) Michela Guzzetti (1:08.62) Ilaria Bianchi (57.59) Federica Pellegrini (55.19)                     | 4:02.20 |       |
| 12   | 1    | 6     | Canadá (CAN)                  | Julia Wilkinson (1:00.49) Tera van Beilen (1:08.12) Katerine Savard (59.00) Samantha Cheverton (55.10)                       | 4:02.71 |       |
| 13   | 2    | 1     | España (ESP)                  | Duane Da Rocha Marce (1:00.43) Marina Garcia Urzainqui (1:08.35) Judit Ignacio Sorribes (59.07) Melania Costa Schmid (55.20) | 4:03.05 |       |
| 14   | 1    | 3     | Francia (FRA)                 | Laure Manaudou (1:01.09) Fanny Babou (1:09.14) Justine Bruno (1:00.17) Charlotte Bonnet (55.13)                              | 4:05.53 |       |
| 15   | 2    | 8     | Islandia (ISL)                | Eygló Ósk Gústafsdóttir (1:01.74) Hrafnhildur Lúthersdóttir (1:09.19) Sarah Blake Bateman (1:00.04) Eva Hannesdóttir (56.12) | 4:07.09 |       |
| 16   | 1    | 8     | Hungría (HUN)                 | Evelyn Verrasztó (1:03.39) Anna Sztankovics (1:17.43) Zsuzsanna Jakabos (-) Eszter Dara (-)                                  | DSQ     |       |

### Final
| Rank              | Línea | Nación                        | Nadadores                                                                                                | Tiempo  | Notas |
| ----------------- | ----- | ----------------------------- | --- | ------- | ----- |
| Medalla de oro    | 6     | Estados Unidos (USA)          | Missy Franklin (58.50) Rebecca Soni (1:04.82) Dana Vollmer (55.48) Allison Schmitt (53.25)               | 3:52.05 | RM    |
| Medalla de plata  | 4     | Australia (AUS)               | Emily Seebohm (59.01) Leisel Jones (1:06.06) Alicia Coutts (56.41) Melanie Schlanger (52.54)             | 3:54.02 |       |
| Medalla de bronce | 5     | Japón (JPN)                   | Aya Terakawa (58.99) Satomi Suzuki (1:05.96) Yuka Kato (57.36) Haruka Ueda (53.42)                       | 3:55.73 |       |
| 4                 | 8     | Rusia (RUS)                   | Anastasia Zueva (59.13) Yulia Yefímova (1:04.98) Irina Bespalova (58.59) Veronika Popova (53.33)         | 3:56.03 |       |
| 5                 | 1     | República Popular China (CHN) | Zhao Jing (59.86) Ji Liping (1:06.94) Lu Ying (56.80) Tang Yi (52.81)                                    | 3:56.41 |       |
| 6                 | 2     | Países Bajos (NED)            | Sharon Van Rouwendaal (1:00.72) Moniek Nijhuis (1:06.74) Inge Dekker (56.91) Ranomi Kromowidjojo (52.91) | 3:57.28 |       |
| 7                 | 3     | Dinamarca (DEN)               | Mie Nielsen (59.76) Rikke Møller Pedersen (1:06.77) Jeanette Ottesen Gray (56.83) Pernille Blume (54.40) | 3:57.76 |       |
| 8                 | 7     | Reino Unido (GBR)             | Gemma Spofforth (59.46) Siobhan-Marie Oconnor (1:08.45) Ellen Gandy (57.47) Francesca Halsall (54.08)    | 3:59.46 |       |